# Село Жолбарыса Калшораева
Жолбарыса Калшораева (каз. Жолбарыс Қалшораев, до 2008 г. — Интернациональное) — село в Мактааральском районе Туркестанской области Казахстана. Входит в состав Абайского сельского округа. Код КАТО — 514435400.

## Население
В 1999 году население села составляло 2313 человек (1174 мужчины и 1139 женщин). По данным переписи 2009 года, в селе проживало 2615 человек (1303 мужчины и 1312 женщин).